# Vito Muñoz
Vito Nelson Vicente Muñoz Ugarte (Machala, Ecuador; 15 de junio de 1956) es un empresario y periodista deportivo ecuatoriano.

## Biografía
Muñoz ha sido parte de diversos programas deportivos como periodista (polémico) durante varios años en canales como RTS, Teleamazonas, TC Televisión, Canal Uno, entre otros. Debido al fallecimiento de sus padres fue el único heredero de las bananeras que de la cual su padre era dueño. También creó su propio canal en línea llamado VitoTV. En 2016, a sus 50 años de edad, lanza su libro autobiográfico Vito, lo que faltaba por saberse el cual lo obsequió a sus más allegados y no lo comercializó. 
Muñoz es conocido por la farándula ecuatoriana como el Muñeco de la Ciudad, debido a sus múltiples relaciones sentimentales que se han hecho públicas con chicas más jóvenes que él y sus 4 matrimonios, siendo el último el 6 de abril de 2017 con Rosibel Zambrano, madre de su última hija Vitoria.